# Арвідсьяур (комуна)
Арвідсьяур, також Арвідс'яур (швед. Arvidsjaurs kommun) — адміністративно-територіальна одиниця місцевого самоврядування, що розташована в лені Норрботтен у північній Швеції.
Арвідсьяур 17-а за величиною території комуна Швеції. Адміністративний центр комуни — місто Арвідсьяур.

## Населення
Населення становить 6 478 чоловік (станом на вересень 2012 року).
| Кількість населення комуни Арвідсьяур за 1970-2010 роки | Кількість населення комуни Арвідсьяур за 1970-2010 роки | Кількість населення комуни Арвідсьяур за 1970-2010 роки | Кількість населення комуни Арвідсьяур за 1970-2010 роки | Кількість населення комуни Арвідсьяур за 1970-2010 роки |
| ------------------------------------------------------- | ------------------------------------------------------- | ------------------------------------------------------- | ------------------------------------------------------- | ------------------------------------------------------- |
| Рік                                                     |                                                         |                                                         | Населення                                               |                                                         |
| 1970                                                    | 1970                                                    |                                                         | 8 311                                                   | 8 311                                                   |
| 1975                                                    | 1975                                                    |                                                         | 8 050                                                   | 8 050                                                   |
| 1980                                                    | 1980                                                    |                                                         | 8 392                                                   | 8 392                                                   |
| 1985                                                    | 1985                                                    |                                                         | 8 185                                                   | 8 185                                                   |
| 1990                                                    | 1990                                                    |                                                         | 8 081                                                   | 8 081                                                   |
| 1995                                                    | 1995                                                    |                                                         | 7 788                                                   | 7 788                                                   |
| 2000                                                    | 2000                                                    |                                                         | 7 148                                                   | 7 148                                                   |
| 2005                                                    | 2005                                                    |                                                         | 6 814                                                   | 6 814                                                   |
| 2010                                                    | 2010                                                    |                                                         | 6 529                                                   | 6 529                                                   |
| Джерело: SCB                                            |                                                         |                                                         |                                                         |                                                         |

## Населені пункти
Комуні підпорядковано 3 міські поселення (tätort) та низка сільських, більші з яких:
- Арвідсьяур (Arvidsjaur)
- Ґломмерстреск (Glommersträsk)
- Москосель (Moskosel)
- Аборртреск (Abborrträsk)
- Лаукер (Lauker)
- Ауксяур (Auktsjaur)
- Ярвтреск (Järvträsk)

## Галерея

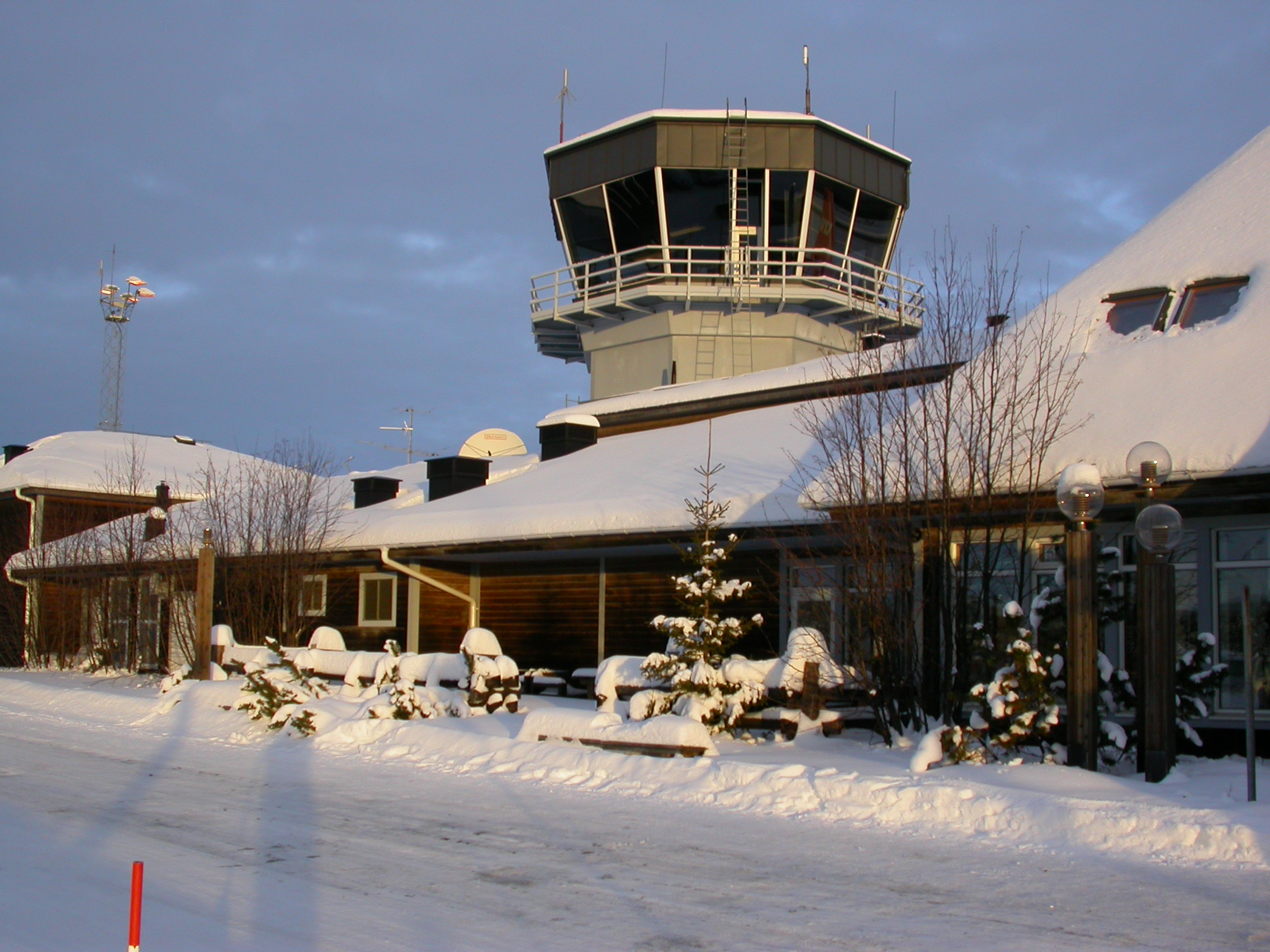
Аеропорт Арвідсьяур
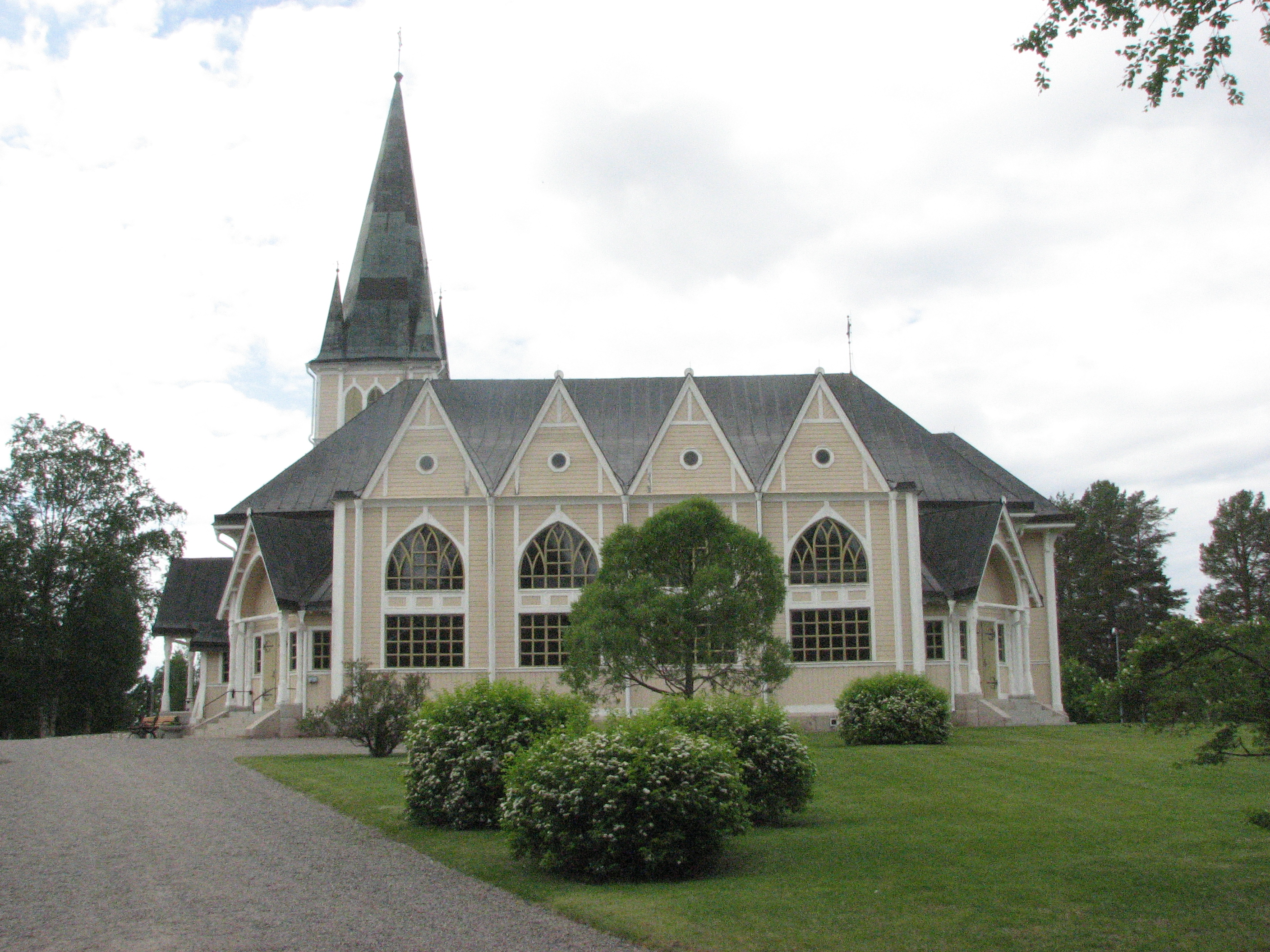
Церква (Арвідсьяур)
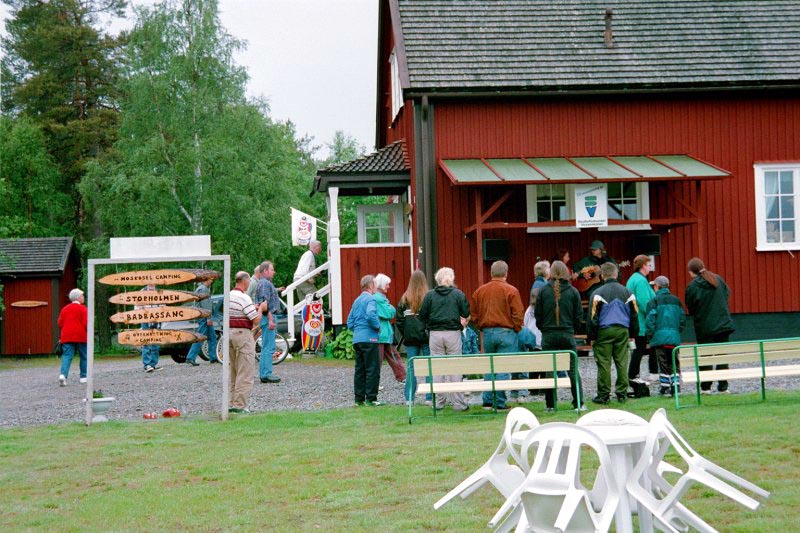
Містечко Москосель
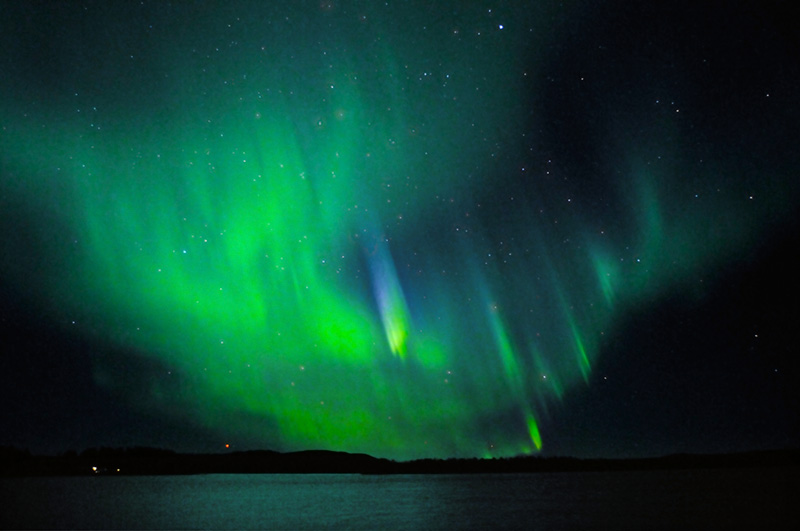
Полярне сяйво

## Виноски
1. 1 2 3 4 5 6  https://www.arvidsjaur.se/sv/kommun/nyheter/sara-lundberg---nytt-kommunalrad-i-arvidsjaur/
2. ↑  https://sverigesradio.se/artikel/609410
3. ↑  https://sverigesradio.se/artikel/5707128
4. ↑  https://pt.se/nyheter/arvidsjaur/artikel/johansson-avgar-medomedelbar-verkan/l659g4vr
5. ↑   Данія, Норвегія, Фінляндія, Швеція. Карта 1:8 000 000. // Атлас світу. — Київ: ДНВП «Картографія». — 2008. С. 64 — 65.
6. ↑   Швеція. // Українська радянська енциклопедія : у 12 т. / гол. ред. М. П. Бажан ; редкол.: О. К. Антонов та ін. — 2-ге вид. — К. : Головна редакція УРЕ, 1974–1985.
7. ↑  Folkmangd i riket, lan och kommuner (шв.) . Центральне бюро статистики Швеції. Архів оригіналу за 20 серпня 2013. Процитовано 13 лютого 2013.